# Ultra Pin
Ultra Pin är en flipperspelssimulator från Global VR.

## Hårdvara
I Ultra Pin har man valt att låta den klassiska flipperkonstruktionen få träda åt sidan och lämna plats åt en 32" plasma-widescreenskärm och allt ifrån ramper till kulan har digitaliserats. Även den tidigare monokroma displayen där poängställningen brukar visas har byts ut med en LCD-skärm i färg.
Rörelsesensorer finns fortfarande vilket gör att tilt-funktionen fortfarande är fullt fungerande. Med hjälp av dessa rörelsesensorer ska man även kunna ändra kulans bana precis som man gör vid ett mekaniskt flipperspel.

## Mjukvara
Flippret levereras med sex stycken installerade spel som är exakta kopior från klassiska spel från flippertillverkarna Williams och Bally. Spelen som ingår vid leverans är Attack from Mars, Medieval Madness, F-14 Tomcat, Strikes and Spares, Sorcerer och Xenon. Utöver dessa sex finns det ytterligare sex stycken som man kan köpa till.